# Evergestis segetalis
Evergestis segetalis is een vlinder uit de familie grasmotten (Crambidae). De wetenschappelijke naam is voor het eerst gepubliceerd in 1851 door Gottlieb August Wilhelm Herrich-Schäffer.
De soort komt voor in Frankrijk (vasteland), Italië (vasteland), Sicilië, Noord-Macedonië, Bulgarije en Turkije.